# Chiều cao địa thế năng
Chiều cao địa thế năng hoặc cao độ địa thế năng là tọa độ dọc được tham chiếu đến mực nước biển trung bình của Trái đất, một sự điều chỉnh đối với chiều cao hình học (cao độ trên mực nước biển trung bình) để giải thích cho sự thay đổi của trọng lực theo vĩ độ và cao độ. Do đó, nó có thể được coi là "chiều cao được điều chỉnh bằng hấp dẫn".

## Định nghĩa
Ở độ cao h, địa thế năng được định nghĩa là:
{\displaystyle \Phi (h)=\int _{0}^{h}g(\phi ,z)\,dz\,,}
với {\displaystyle g(\phi ,z)} là gia tốc hấp dẫn, {\displaystyle \phi } là vĩ độ và z là độ cao hình học. Do đó, địa thế năng là thế năng hấp dẫn trên mỗi đơn vị khối lượng ở độ cao h đó.
Chiều cao địa thế năng là:
{\displaystyle {Z_{g}}(h)={\frac {\Phi (h)}{g_{0}}}\,,}
chuẩn hóa địa thế năng theo g0 là gia tốc trọng lực tiêu chuẩn ở mực nước biển trung bình.

## Sử dụng

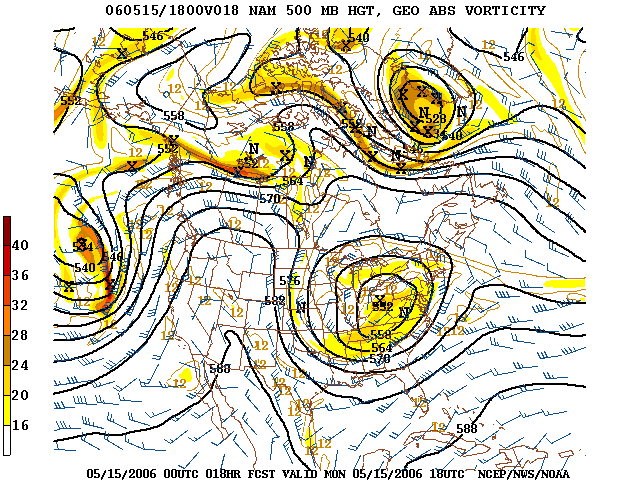
Phân tích chiều cao địa thế năng trên Mô hình Quy mô trung bình Bắc Mỹ (NAM) ở 500 hPa.

Các ngành khoa học địa vật lý như khí tượng học thường thích biểu thị lực độ dốc áp suất ngang như là độ dốc (gradient) của địa thế năng dọc theo bề mặt áp suất không đổi, bởi vì khi đó nó có các tính chất của một lực bảo toàn. Ví dụ, các phương trình nguyên thủy mà các mô hình dự báo thời tiết giải quyết sử dụng áp suất thủy tĩnh làm tung độ và biểu diễn các độ dốc của các bề mặt áp suất đó theo chiều cao địa thế năng.
Một biểu đồ về chiều cao địa thế năng cho một mức áp suất duy nhất trong khí quyển cho thấy các vùng lõm và vùng lồi (cao và thấp) thường thấy trên các biểu đồ thượng tầng khí quyển. Độ dày địa thế năng giữa các mức áp suất - chẳng hạn chênh lệch chiều cao địa thế năng 850 hPa và 1000 hPa  - tỷ lệ thuận với nhiệt độ ảo trung bình trong lớp đó. Các đường đồng mức chiều cao địa thế năng có thể được sử dụng để tính toán gió địa chuyển, với tốc độ nhanh hơn khi các đường đồng mức nằm sát nhau hơn và tiếp tuyến với các đường đồng mức chiều cao địa thế năng.
Cục Thời tiết Quốc gia Hoa Kỳ định nghĩa chiều cao địa thế năng như sau:
"... gần bằng chiều cao trên mực nước biển của một mức áp suất. Ví dụ: nếu một trạm báo cáo rằng chiều cao 500 mb [tức là millibar] tại vị trí của nó là 5.600 m, điều đó có nghĩa là mặt bằng khí quyển qua trạm đó mà tại đó có áp suất khí quyển bằng 500 mb thì có chiều cao là 5.600 mét trên mực nước biển. Đây là chiều cao ước tính dựa trên các dữ liệu nhiệt độ và áp suất."